# 大池公園 (東海市)
大池公園（おおいけこうえん）は、愛知県東海市にある公園。公園分類は都市公園。

## 歴史
1969年（昭和44年）4月1日に知多郡上野町・横須賀町が合併して発足した東海市は大池周辺の整備を行い、1973年（昭和49年）に大池公園の整備が完了した。東海市のほぼ中央に位置しており、太田大池を囲む自然林の中を巡る散策路に加えて、300本のウメ、1,100本のサクラに、4,000株を越えるハナショウブなどが植えられて、市民の憩いの場となっている。複数の広場やスポーツ施設が置かれ、東海市立中央図書館や東海市営温水プール、東海市役所も公園に隣接する。8月には東海まつり花火大会が行なわれ多くの人で賑わう。
また、ここから聚楽園公園まで4つの公園を繋ぐ散策道「平洲と大仏を訪ねる花の道」が設定されている。

## 施設

### 公園内の施設
- 野球場
- テニスコート
- 動物舎 - 1974年（昭和49年）12月開園[2]。
- 動植物資料館 - 1980年（昭和55年）3月開館[2]。

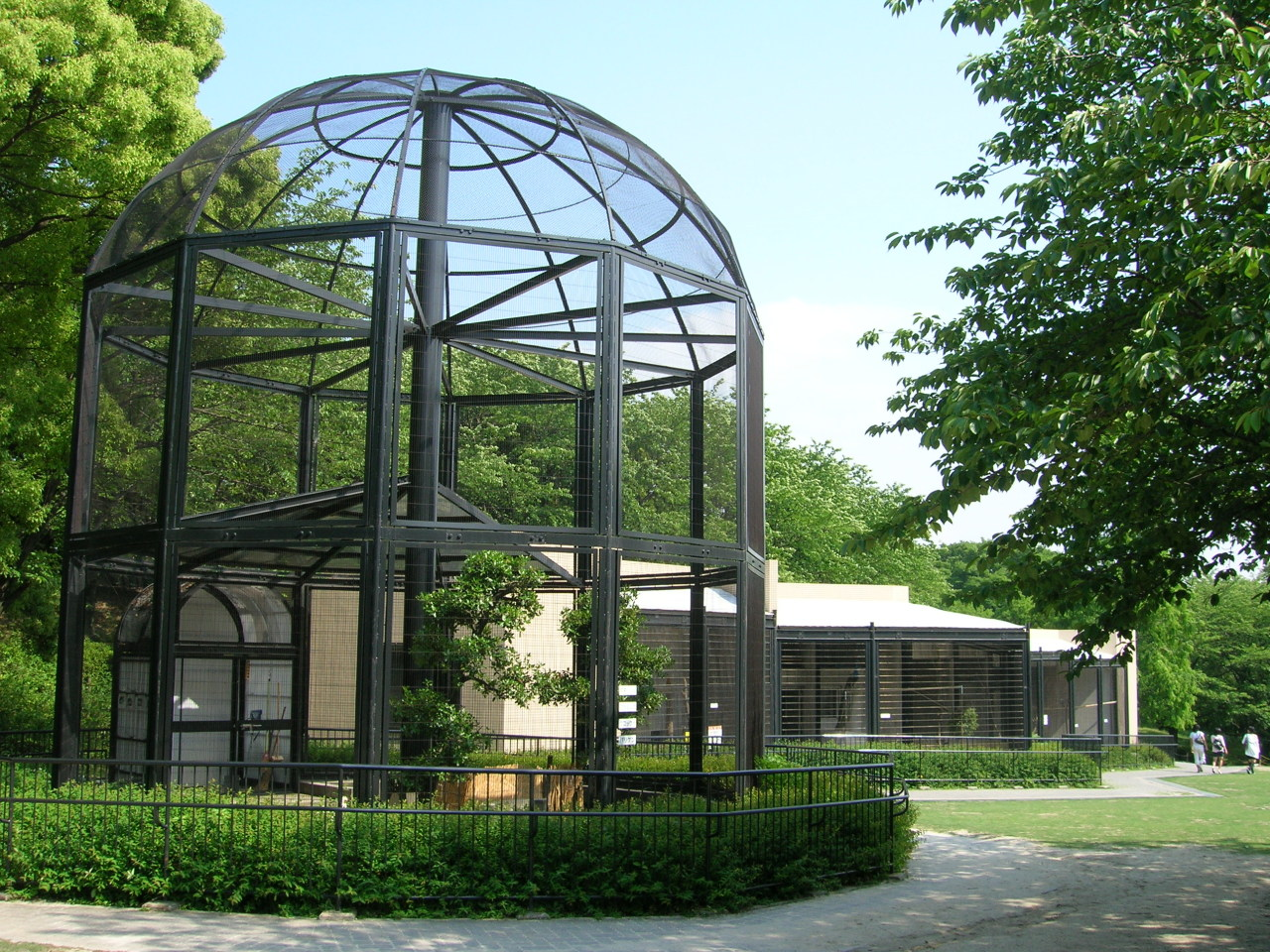
動物舎
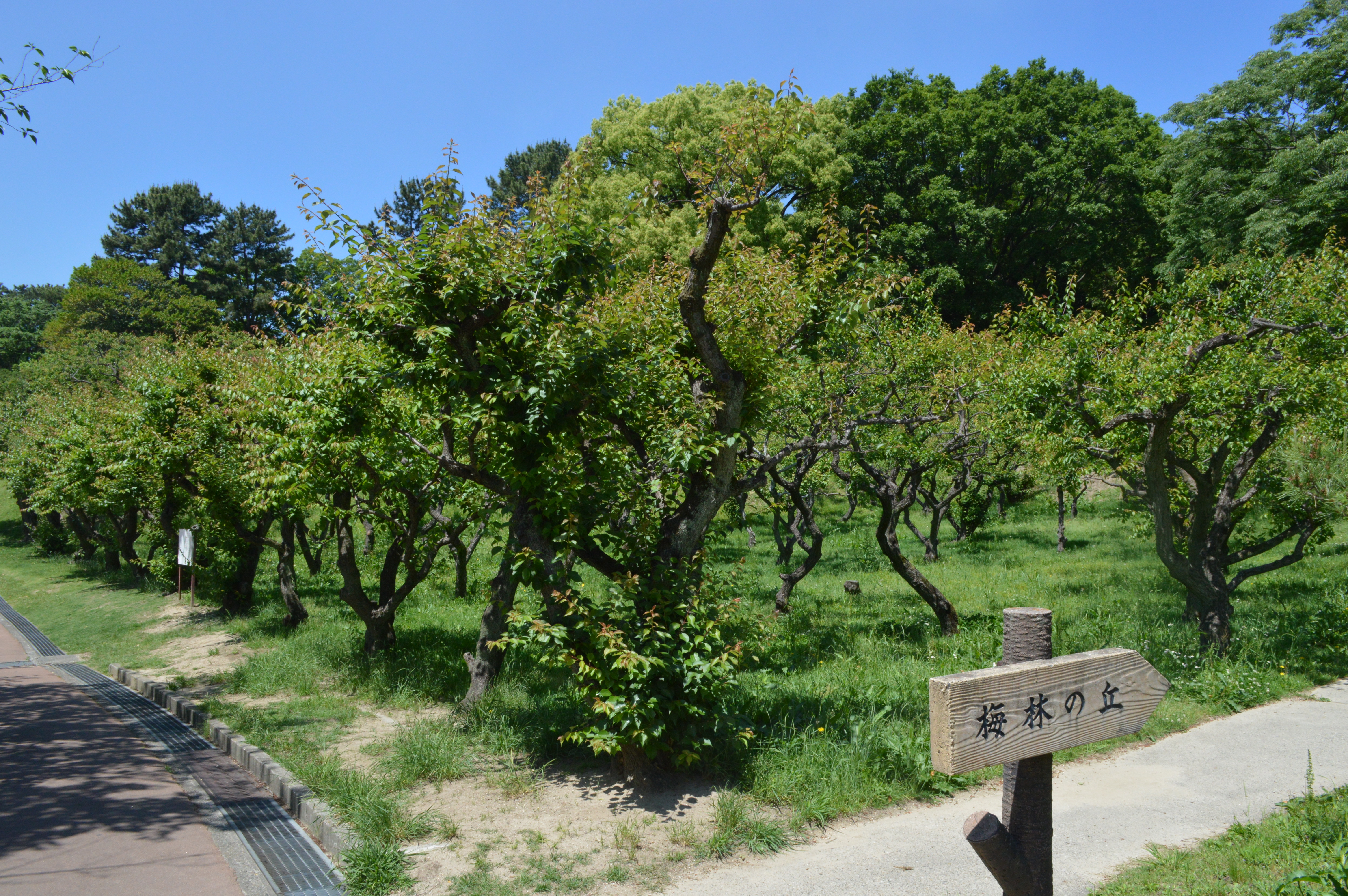
「梅林の丘」
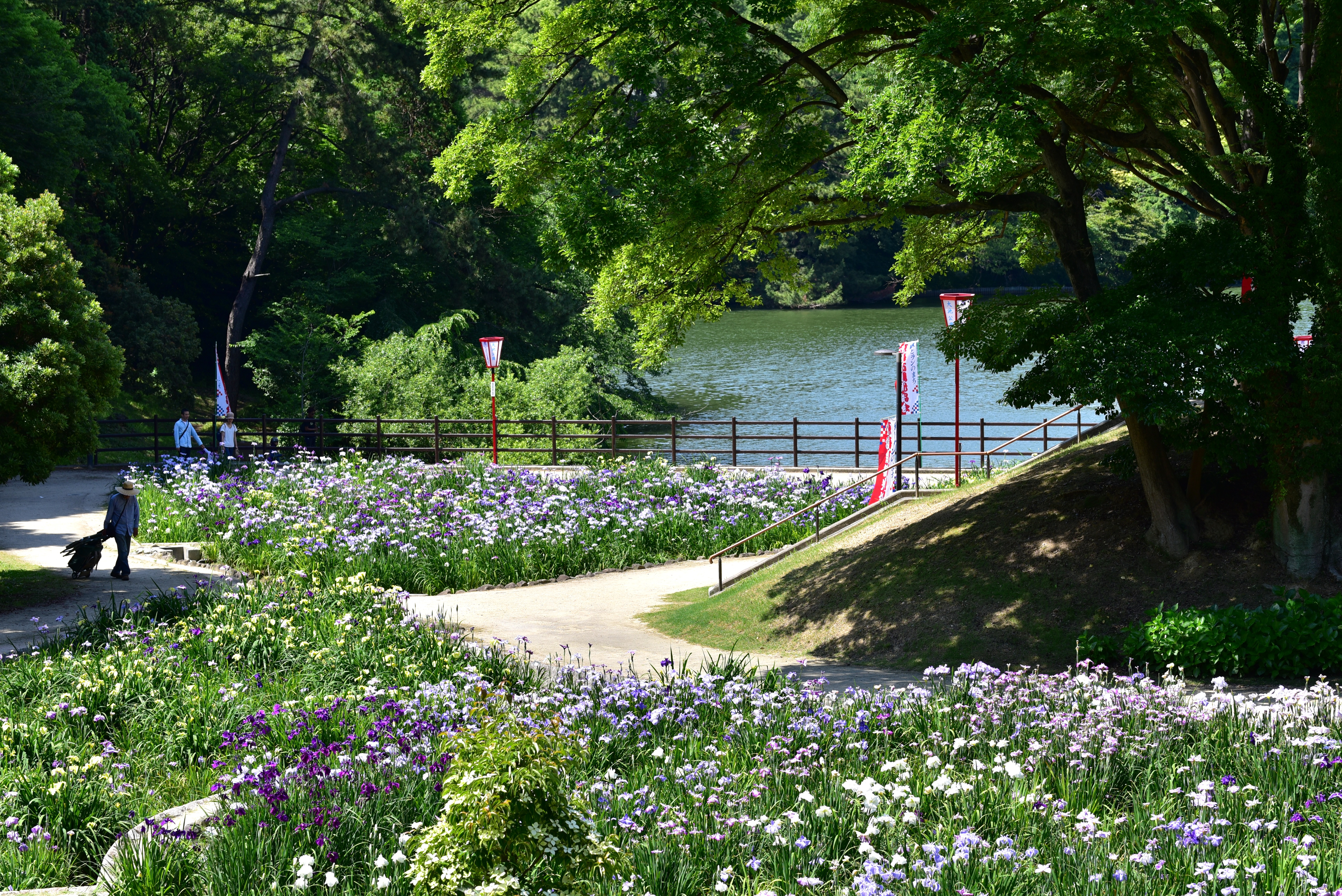
「花しょうぶ園」

### 隣接する施設
- 東海市役所
- 東海市立中央図書館
- 東海市営温水プール
- 東海市農業センター

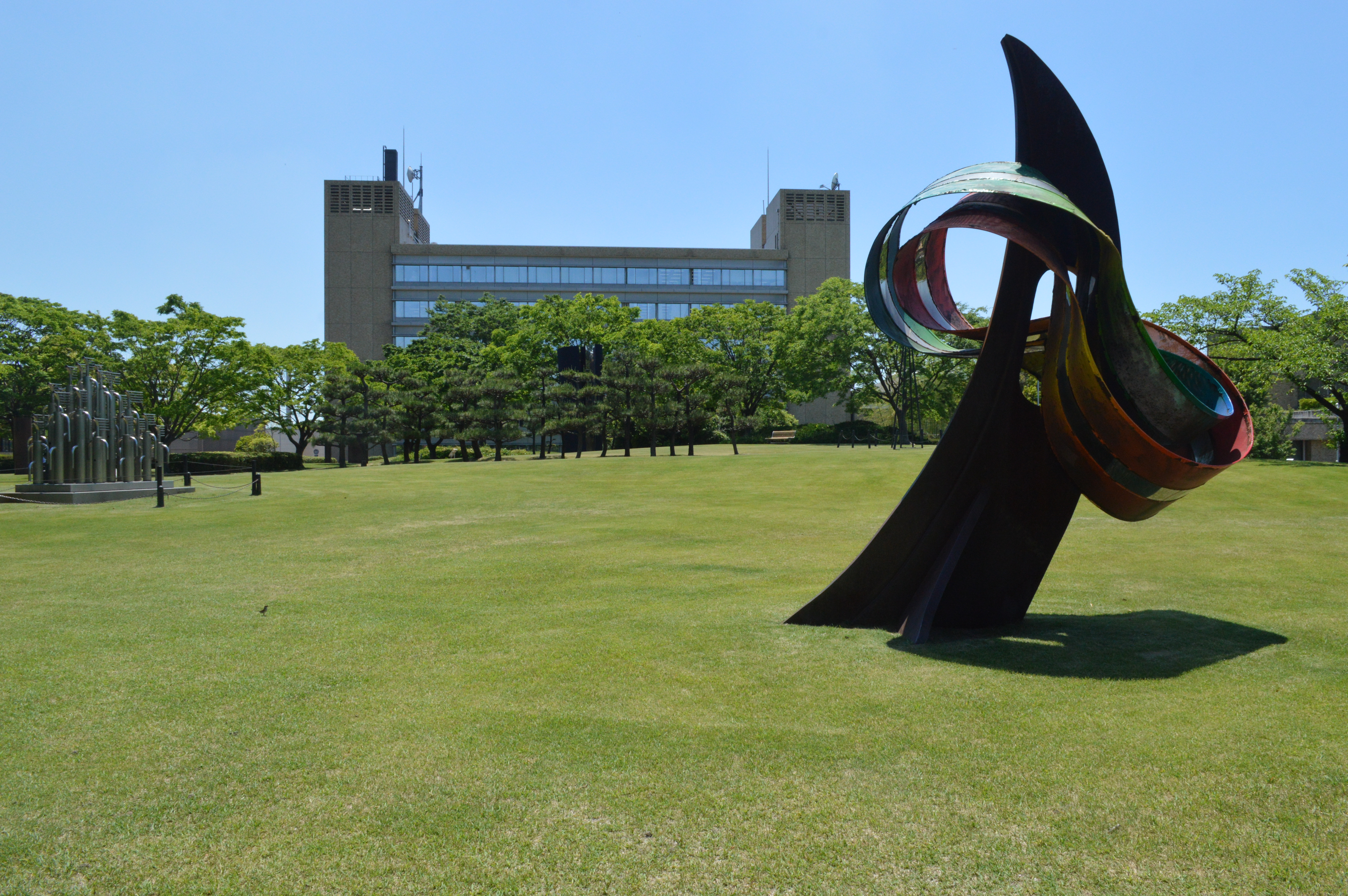
大池公園と東海市役所
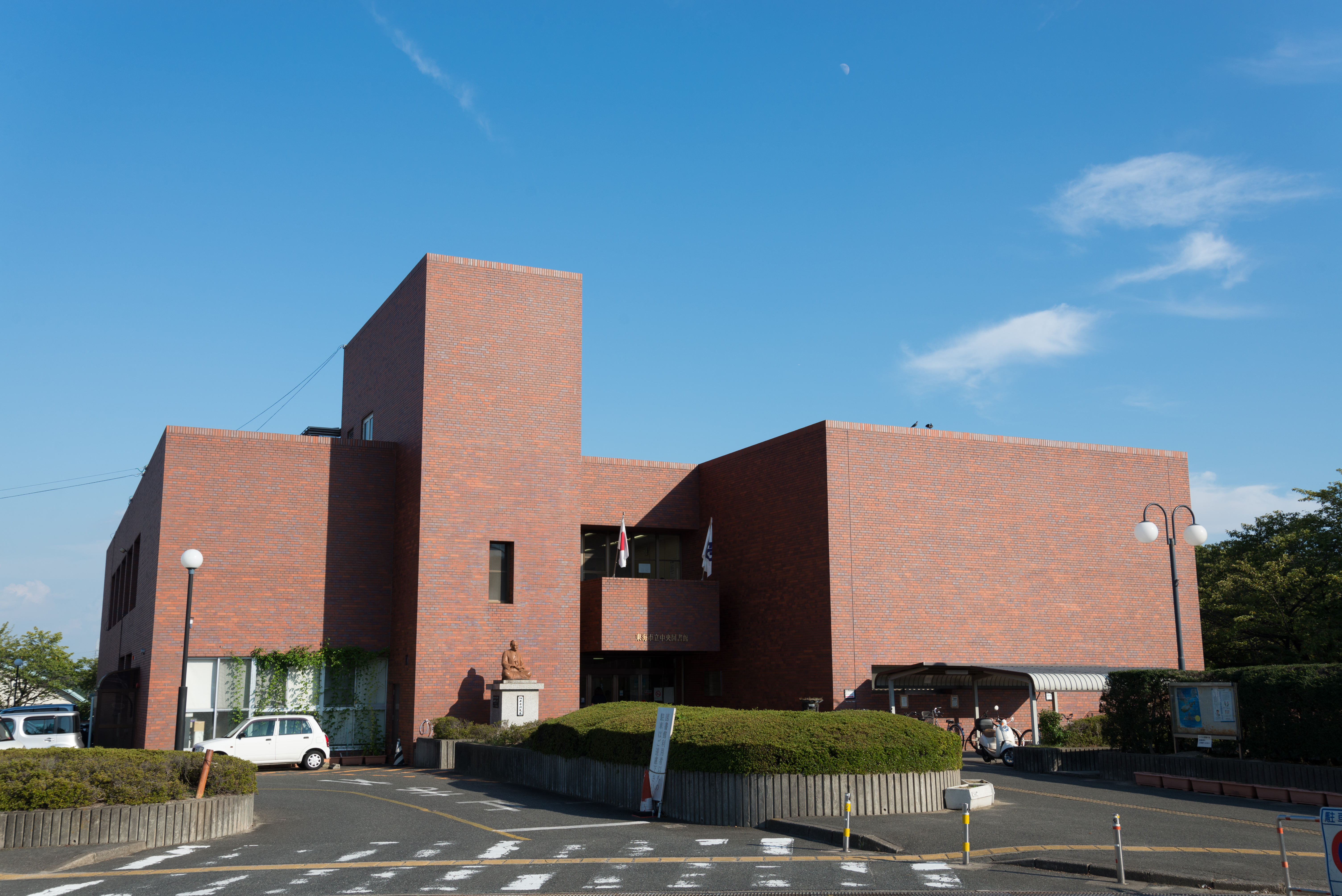
東海市立中央図書館
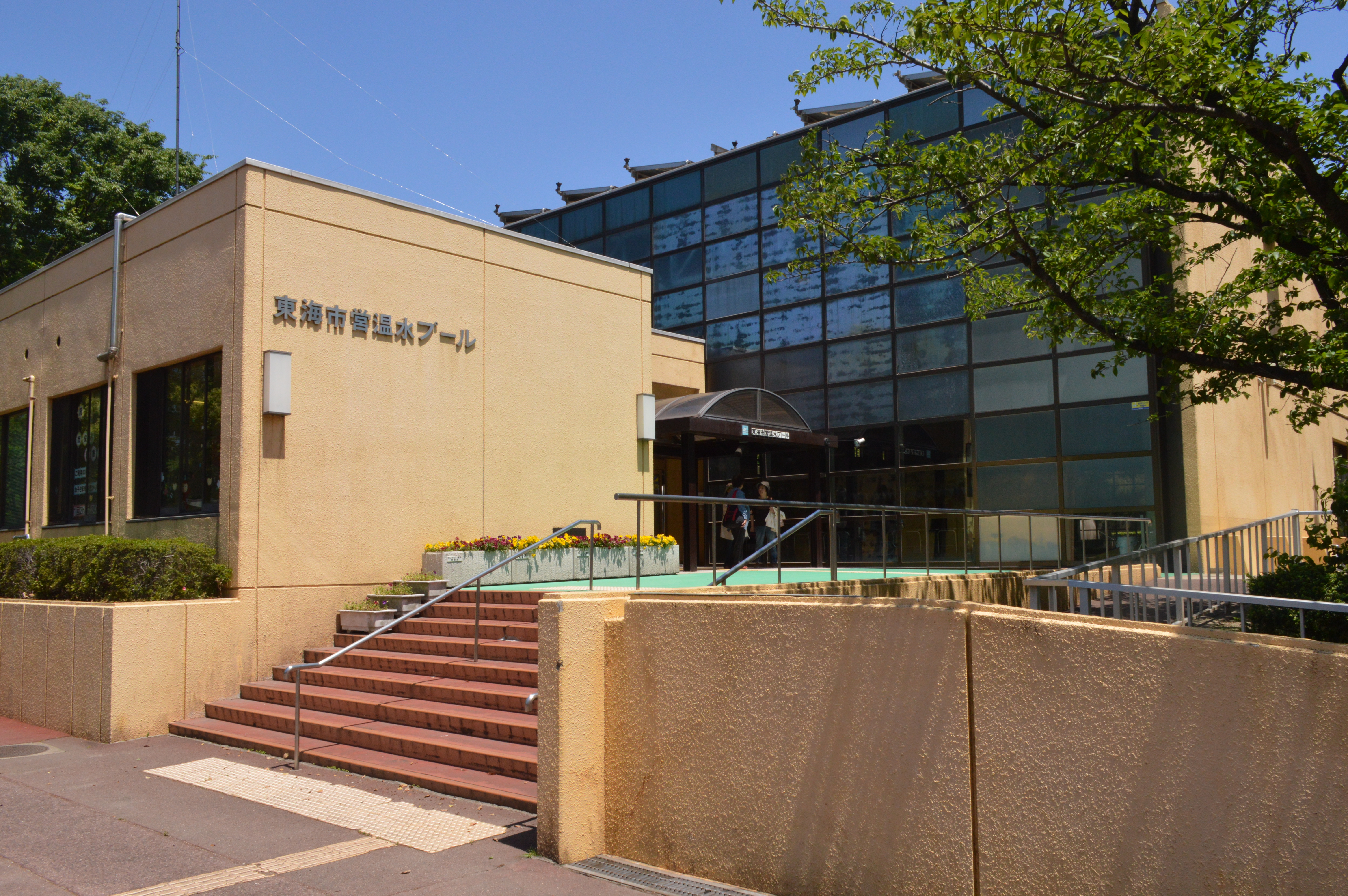
東海市営温水プール

## 交通アクセス
- 名鉄常滑線・河和線 太田川駅より
  - らんらんバス：北・中ルート - 「大池公園」・「JA加家支店前」バス停下車、徒歩ですぐ。
  - 徒歩の場合 - 約20分。
- 西知多産業道路 - 加家ICより東へ約2km。